# ديفيد بارتون
ديفيد بارتون (بالإنجليزية: David Barton)‏ (9 مايو 1959 في المملكة المتحدة - ) هو لاعب كرة قدم بريطاني في مركز الدفاع. لعب مع بلاكبيرن روفرز ونيوكاسل يونايتد وCoundon TT F.C. ‏ ودارلينجتون إف سى.

## وصلات خارجية
- ديفيد بارتون على موقع قاعدة بيانات كرة القدم.إي يو (الإنجليزية)